# Siriri, le cardinal et l'imam
Pour plus de détails, voir Fiche technique et Distribution.
Siriri, le cardinal et l’imam est un film suisse réalisé par Manuel von Stürler en 2021.

## Synopsis
Depuis 2013, les rebelles en quête de pouvoir poussent chrétiens et musulmans à s’entretuer. La république de Centrafrique est à genoux, l’or et les diamants pillés, et le trafic d’arme prospère.
Ni l’État, ni les casques bleus et l’ex colon Français ne sont parvenus à éviter l’effondrement du pays. La population centrafricaine en paie la facture, des milliers de morts et plus d’un million de personnes déplacées.
D’une même voix l’imam Kobine Lamaya et le cardinal Dieudonné Nzapalainga dénoncent l’instrumentalisation de la religion et implorent le peuple à ne pas tomber dans le piège habituel de la vengeance, à ne pas succomber à l’usure de ce scenario répétitif, quelle que soit sa foi.
Au péril de leur vie le cardinal et l’imam remontent les pistes du pays, tentent d’apaiser la colère, de ramener à la raison les hommes en armes et d’inspirer un fragile cessez-le-feu. Porte-parole de leur peuple, ils se rendent aussi à l’ONU à Genève pour témoigner et interroger la communauté internationale : qui vend les armes, qui achète l’or et les diamants, à qui sert ce conflit ?

## Réception critique
« Au plus près de ses protagonistes, le cinéaste livre par le prisme de leurs discours et de son regard affûté le portrait sensible de tout un pays gangrené par des intérêts politiques et financiers qui le dépassent. En résulte un film poignant, qui se fait le miroir de toutes les guerres autour du monde », Raphaël Chavalley
« Une plongée immédiate dans l’action qui prend irrémédiablement aux tripes et permet de comprendre en un clin d’œil le déferlement de violence que connaît la RCA », Priscilia Chacon
« Un documentaire honnête et puissant sur l’amitié et le combat uniques qui liaient le cardinal Dieudonné Nzapalainga et l’imam Kobine Layama », Marine Henriot, Vatican News

## Fiche technique
- Titre : Siriri, le cardinal et l'imam
- Réalisation : Manuel von Stürler
- Scénario : Manuel von Stürler
- Production : Beauvoir Films
- Producteurs : Adrian Blaser & Aline Schmid
- Camera : Manuel von Stürler, Landry Gatien Koyassake, Camille Cottagnoud
- Son : Manuel von Stürler, Marc von Stürler, Etienne Curchod
- Montage : Kevin Schlosser
- Musique : Sylvie Courvoisier, Mark Feldman
- Pays d'origine :  Suisse
- Format : Couleurs - DCP 1:1.66
- Genre : documentaire
- Durée : 76 minutes
- Date de sortie : 2021

## Festival et cinéma
- Cité du Vatican, première mondiale à la filmoteca le 2 septembre 2021
- Cinéma Suisse, avants premières et sortie dans les salles septembre 2021
- Human Rights Film Festival Berlin, 2021
- Ciné Droit libre Festival, Ouagadougou Burkina Faso 2021
- 57es Journées de Soleure Suisse 2022